# 重庆路 (元朝)
重庆路是元朝时设置的一个路。归四川行省。
至元十六年（1279年）改重庆府置，治所在巴县（今重庆市）。属四川等处行中书省。辖境相当今四川省江安县以东，重庆市忠县以西，重庆市武隆县、四川省合江县以北，四川省武胜县、重庆市垫江县以南地区。至正十七年（1357年）为明玉珍所据，二十二年建为夏国都。明洪武四年（1371年）复改为府。

## 轄區
- 領司一、縣三、州四。州領十縣。
- 巴縣、江津縣、南川縣
  - 壁山縣，至元二十二年省入巴縣
- 瀘州：江安縣、納溪縣、合江縣
  - 瀘川縣，至元二十年併入瀘州
- 忠州：臨江縣、南賓縣、豐都縣
- 合州：銅梁縣、定遠縣、石照縣
  - 巴川縣，元初併銅梁縣
  - 赤水縣，至元二十年併入石照縣
  - 定遠州：至元四年置。二十四年降為縣
- 涪州：武龍縣
  - 涪陵縣，至元二十年併入涪州
  - 樂溫縣，至元二十年併入涪州[1]